# 山岡駅
山岡駅（やまおかえき）は、岐阜県恵那市山岡町田沢にある明知鉄道明知線の駅である。駅番号は3。

## 歴史
- 1934年（昭和9年）6月24日：国鉄明知線 岩村 - 明知間開通時に、遠山駅（とおやまえき）として開業[1][2][2]。一般駅。
- 1956年（昭和31年）12月20日：山岡駅に改称[1][2]。
- 1974年（昭和49年）12月1日：車扱貨物・荷物の取扱を廃止（旅客駅となる）[3]。同時に無人駅化[4]。
- 1985年（昭和60年）11月16日：明知鉄道に転換[1][2]。
- 1988年（昭和63年）9月3日：駅舎内に学習塾が開校[5]
- 1996年（平成8年）3月24日：駅前に寒天のPR施設ヘルシーハウス山岡が完成[6]。4月1日オープン[6]。
- 2014年（平成26年）
  - 3月15日：ダイヤ改正により急行大正ロマン号の停車駅となる。
  - 7月26日：「ヘルシーハウス山岡」が山岡駅 かんてんかんとしてリニュアルオープン[7]。待合室が施設内に移設され、駅前ロータリーを整備[8]。同時に倉庫として使用されているアケチ1を再塗装。
- 2016年（平成28年）7月15日：山岡駅かんてんかん隣の倉庫として使われていたアケチ1形(アケチ1号)が改装され、山岡駅 かんてんかん　森の列車カフェとしてオープン[9]。

## 駅構造
1面1線の単式ホームを持つ地上駅。無人駅。かつては、1面2線の島式ホームであったが、片方の線路は北側に一部だけ残され、そこに留置されたアケチ1形が倉庫として使用されている。それ以外は撤去され整備されている。1988年から一時期駅舎が学習塾として使用されていた。

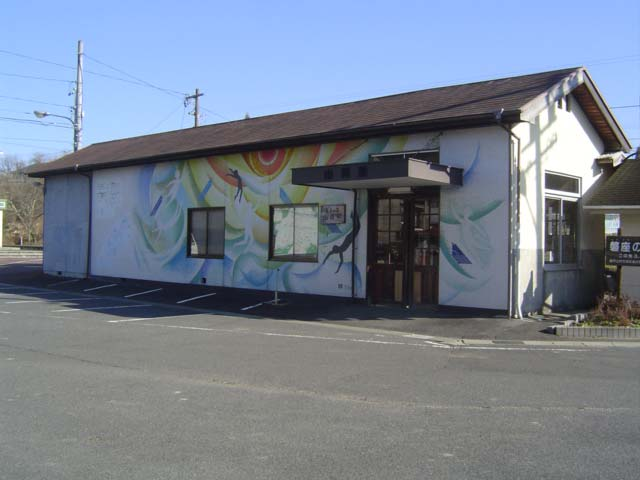
旧駅舎（2004年12月）
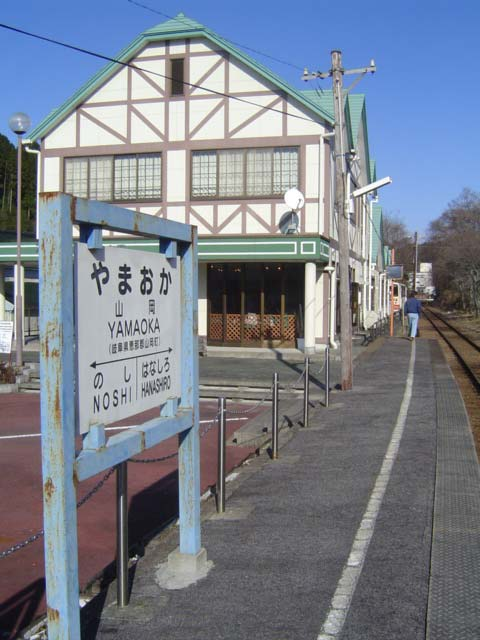
構内（2004年12月）

## 利用状況
| 年度               | 1日平均乗車人員 |
| ------------------ | --------------- |
| 2011年（平成23年） | 71              |
| 2012年（平成24年） | 76              |
| 2013年（平成25年） | 65              |
| 2014年（平成26年） | 67              |
| 2015年（平成27年） | 63              |
| 2016年（平成28年） | 55              |

## 駅周辺
- 寒天村パーク
- 国道363号

### バス路線
- 恵那市自主運行バス

## 隣の駅
明知鉄道
■明知線
- 急行「大正ロマン号」停車駅

花白温泉駅（4） - 山岡駅（3） - 野志駅（2）